# Rumania en los Juegos Olímpicos de Calgary 1988
Rumanía estuvo representada en los Juegos Olímpicos de Calgary 1988 por un total de 11 deportistas que compitieron en 4 deportes.  
El portador de la bandera en la ceremonia de apertura fue el deportista de bobsleigh Dorin Degan. El equipo olímpico rumano no obtuvo ninguna medalla en estos Juegos.